# Arrest Sjardin/Sjartec
Het arrest Sjardin/Sjartec, soms ook genoemd als Sjardin-arrest of Sjartec-arrest (HR 26 oktober 1984, NJ 1985/3755) is een arrest van de Nederlandse Hoge Raad dat betrekking heeft op het ontslag van een bestuurder van een kapitaalvennootschap. 

## Casus
Sjardin is samen met zijn broer en zus aandeelhouder en bestuurder van Sjartec BV. Op een algemene vergadering van aandeelhouders wordt hij ontslagen per 1 november 1978, op een aantal gronden waaronder het feit dat hij eigenmachtig een aan de BV toebehorend onroerend goed heeft verkocht. 

## Procesgang
Bij dagvaarding vordert Sjardin vernietiging van het ontslagbesluit wegens strijd met de goede trouw (toen art. 2:11 lid 1 aanhef en onder c BW). De rechtbank wijst deze vordering af. In hoger beroep bij het hof geeft Sjardin aan dat de vernietiging niet strekt tot herstel van de arbeidsovereenkomst, maar tot schadevergoeding voor gederfd inkomen. Ook het hof wijst de vordering af, doch gebruikt daarbij een andere redenering: volgens het hof mist art. 2:11 in casu toepassing. Het hof stelt dat slechts de bepalingen over het herstel of schadevergoeding bij een kennelijk onredelijk opgezegde arbeidsovereenkomst (toen art. 1639 e.v. BW, tegenwoordig art. 7:681 e.v.) van toepassing zijn, maar dat een beroep hierop niet meer mogelijk is, aangezien deze rechtsvordering reeds verjaard is.

## Rechtsvraag
De vraag die aan de orde is of in geval van een besluit van de BV om een bestuurder te ontslaan slechts een vordering tot herstel of schadevergoeding mogelijk is op grond van art. 1639 e.v. BW of dat het besluit ook op grond van strijd met de goede trouw (art. 2:11 BW) kan worden aangevochten.

## Hoge Raad
De Hoge Raad stelt dat:

Naast de toetsing van het ontslag zelf aan de regels betreffende de arbeidsovereenkomst, dient (...) getoetst te kunnen worden of de op het ontslag gerichte wil van de BV, zoals deze in haar tot het ontslag strekkende wilsverklaring jegens regels van de wet en de statuten en de in dit verband tevens in acht te nemen eisen van de goede trouw. Een zodanige toetsing dient te geschieden door toetsing van het besluit waarbij tot het ontslag werd besloten, aan de vernietigingsgronden van art. 2:11 BW. Eerst indien het ontslagbesluit waarvan vernietiging is gevraagd, onaantastbaar is geoordeeld, komt de vraag aan de orde welke gevolgen het arbeidsrecht aan het ontslag verbindt, waarbij art. 2:244 lid 3 BW –dat bij vernietiging van het ontslagbesluit geen rol speelt– een beletsel vormt om herstel van de dienstbetrekking uit te spreken.

Volgens de Hoge Raad was in casu niet te ontdekken dat de eisen van de goede trouw geschonden zouden zijn bij het tot stand komen van het besluit van de BV. Derhalve zou slechts een vordering op grond van art. 1639 e.v. mogelijk zijn. Bij de beoordeling van het ontslag volgens die weg zouden ook de bij de arbeidsovereenkomst in acht te nemen eisen van goede trouw mede van belang kunnen zijn. Evenwel had het hof terecht geconstateerd dat een dergelijke vordering wegens verjaring (art. 1639u, thans art. 7:683) niet meer mogelijk was.

## Relevantie
Het arrest Sjardin/Sjartec laat zien dat er bij het ontslag van een bestuurder van een kapitaalvennootschap (BV of NV) twee aspecten moeten worden onderscheiden. Enerzijds is er het vennootschapsrechtelijke aspect, dat tot uitdrukking komt in de vorming van het besluit tot ontslag, anderzijds is er het arbeidsrechtelijke aspect van het ontslag zelf. Overigens bestaat het genoemde artikel 2:11 over strijd met de goede trouw thans niet meer. Tegenwoordig zou men een beroep kunnen doen op redelijkheid en billijkheid (art. 2:8, art. 2:15 lid 1 sub b).